# Melanoseps pygmaeus
Melanoseps pygmaeus — вид сцинкоподібних ящірок родини сцинкових (Scincidae). Мешкає в Кенії і Танзанії.

## Поширення і екологія
Melanoseps pygmaeus мешкають в регіоні Танга на північному сході Танзанії, зокрема в околицях гір Усамбара, а також в горах Шимба на південному заході Кенії. Вони живуть в тропічних лісах.